# 三陸復興国立公園
三陸復興国立公園（さんりくふっこうこくりつこうえん）は青森県南部から宮城県の牡鹿半島に至る三陸海岸一帯を占める国立公園。東日本の国立公園では唯一ともいえる本格的な海岸公園である。管理上では北部の八戸・宮古地区と南部の大船渡地区に分割される。面積は12,212 haである。
1955年（昭和30年）5月2日に陸中海岸国立公園（りくちゅうかいがんこくりつこうえん）として指定。2011年（平成23年）に発生した東日本大震災による津波で指定区域が大きな被害を受けたことを受け、震災からの復興および被害の伝承を目的として、2013年（平成25年）5月24日に、青森県の種差海岸階上岳県立公園及び八戸市鮫町の2地区を編入の上、現在の名称に改められた。
2015年（平成27年）3月31日、南三陸金華山国定公園を編入し、続けて宮城県内の県立公園を編入することも検討している。公園の名称は復興状況を見て、将来的にふさわしい名称を検討する。
三陸の豊かな自然や文化に触れるための遊歩道の整備のほか、震災により被害を受けたキャンプ場などを保存するなど、津波の脅威を学ぶことができる国立公園を目指す。

## 地形
三陸復興国立公園は北部と南部で性格が異なる。北部は典型的な隆起海岸を成し、高さ50 - 200 mにも及ぶ大規模な海食断崖が連続し、その間に砂浜海岸が見られる。一方、宮古市以南は典型的なリアス式海岸であり、陸地の沈降によって形成されている。
また、中小規模の半島が多く、比較的著名なものに重茂半島、船越半島、広田半島、牡鹿半島などがある。

## 自然

### 植生
大半はアカマツを中心とした自然林となっており、半島部では手付かずの自然が残る秘境も多い。だが、千島海流の影響によって、温暖な地方で生育する植物も多数見られるのが特徴である。北山崎ではシロハナシャクナゲ、ハマナスなど、船越半島のタブノキ、広田半島のトベラなどが顕著である。

### 動物
北上高地と連続している地域が多く、大型動物であるニホンカモシカが見られるほか、ウミネコ、オオミズナギドリなどの海鳥類が多く棲息する。

## 主な景勝地
著名な景勝地を北から海岸線順に列挙する。
以下青森県
- 蕪島（八戸市）
- 種差海岸（八戸市）
- 階上岳（階上町）

以下岩手県
- 侍浜海岸（久慈市・陸中海岸国立公園時代の最北端）
- 小袖海岸（久慈市）
- 十府ヶ浦（野田村）
- 玉川海岸（野田村）
- 黒崎（普代村）
- 北山崎（田野畑村）
- 鵜ノ巣断崖（田野畑村）
- 熊の鼻展望台（岩泉町）
- 田老海岸（宮古市）
- 三王岩（宮古市）
- 浄土ヶ浜（宮古市）
- 魹ヶ崎（宮古市）
- 山田湾（山田町）
- 船越半島（山田町）
- 赤平金剛（山田町）
- 浪板海岸（大槌町）
- 蓬萊島（大槌町）
- 御箱崎（釜石市）
- 三貫島（釜石市）
- 碁石海岸（大船渡市）
- 珊琥島（大船渡市）
- 高田松原（陸前高田市）

以下宮城県
- 大理石海岸（気仙沼市）
- 巨釜半造（気仙沼市）
- 御崎（気仙沼市）
- 龍舞崎（気仙沼市大島）
- 岩井崎（気仙沼市・南三陸金華山国定公園を編入するまでの最南端）
- 田束山（気仙沼市・南三陸町）
- 神割崎（南三陸町・石巻市）
- 横山不動尊・柳津虚空蔵尊（登米市）
- コバルトライン（石巻市・女川町）
- 江島（女川町）
- 田代島（石巻市）
- 金華山（石巻市）

## 名称について

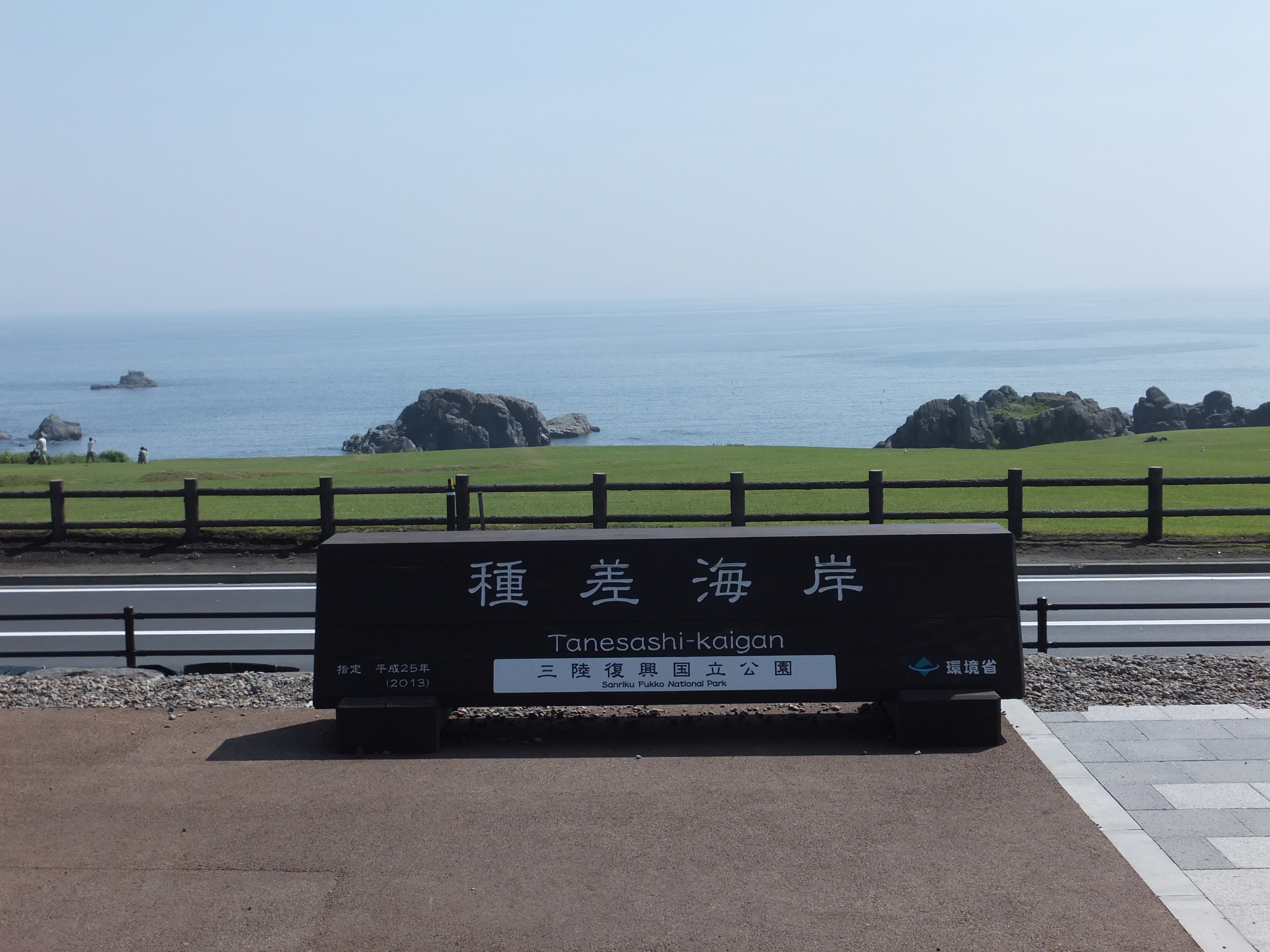
種差海岸にある三陸復興国立公園の名板

以前の名称「陸中海岸国立公園」は、「三陸」という呼称が全国的に定着しているため三陸海岸国立公園と誤用されることが多かった。そのため、より知名度が高く国民に認知されている「三陸海岸」への名称変更への運動が行われていた。1999年（平成11年）には陸中海岸国立公園協会が名称変更を決定し、国への要請を行った。しかし、「陸前」「陸中」の二陸で青森の「陸奥」が入らない真の三陸ではないとして反対運動があり難航が続いた。
国立公園指定当初の区域は岩手県普代村から釜石市までの、文字通り陸中地区のみであったが、後に北は久慈市、南は宮城県気仙沼市（陸前）にまで指定区域が拡張されたため、陸中という名称が必ずしも適切ではなくなっていた。
2011年（平成23年）5月に環境省は陸中海岸国立公園と南三陸金華山国定公園に1つの青森県立自然公園、3つの宮城県立自然公園を加えて「三陸復興国立公園」に再編する構想を明らかにした。その後2013年（平成25年）5月24日にひとまず青森県の県立公園を加えることで三陸復興国立公園がスタートし、名称問題は解決することになった。

## ビジターセンター
利用者数は2008年（平成20年）。
| センター名                         | 設置者   | 所在地                           | 利用者数（人） |
| ---------------------------------- | -------- | -------------------------------- | -------------- |
| 種差海岸インフォメーションセンター | 環境省   | 青森県八戸市大字鮫町字棚久保     |                |
| 北山崎ビジターセンター             | 田野畑村 | 岩手県下閉伊郡田野畑村北山129-10 |                |
| 浄土ヶ浜ビジターセンター           | 環境省   | 岩手県宮古市日立浜町             | 158,570        |
| 宮古姉ヶ崎フィールドハウス         | 環境省   | 岩手県宮古市崎鍬ヶ崎             | 4,145          |
| 碁石海岸インフォメーションセンター | 環境省   | 岩手県大船渡市末崎町字大浜地内   |                |
| 唐桑半島ビジターセンター           | 気仙沼市 | 宮城県気仙沼市唐桑町崎浜         | 7,615          |

## 画像

### 三陸復興国立公園の風景

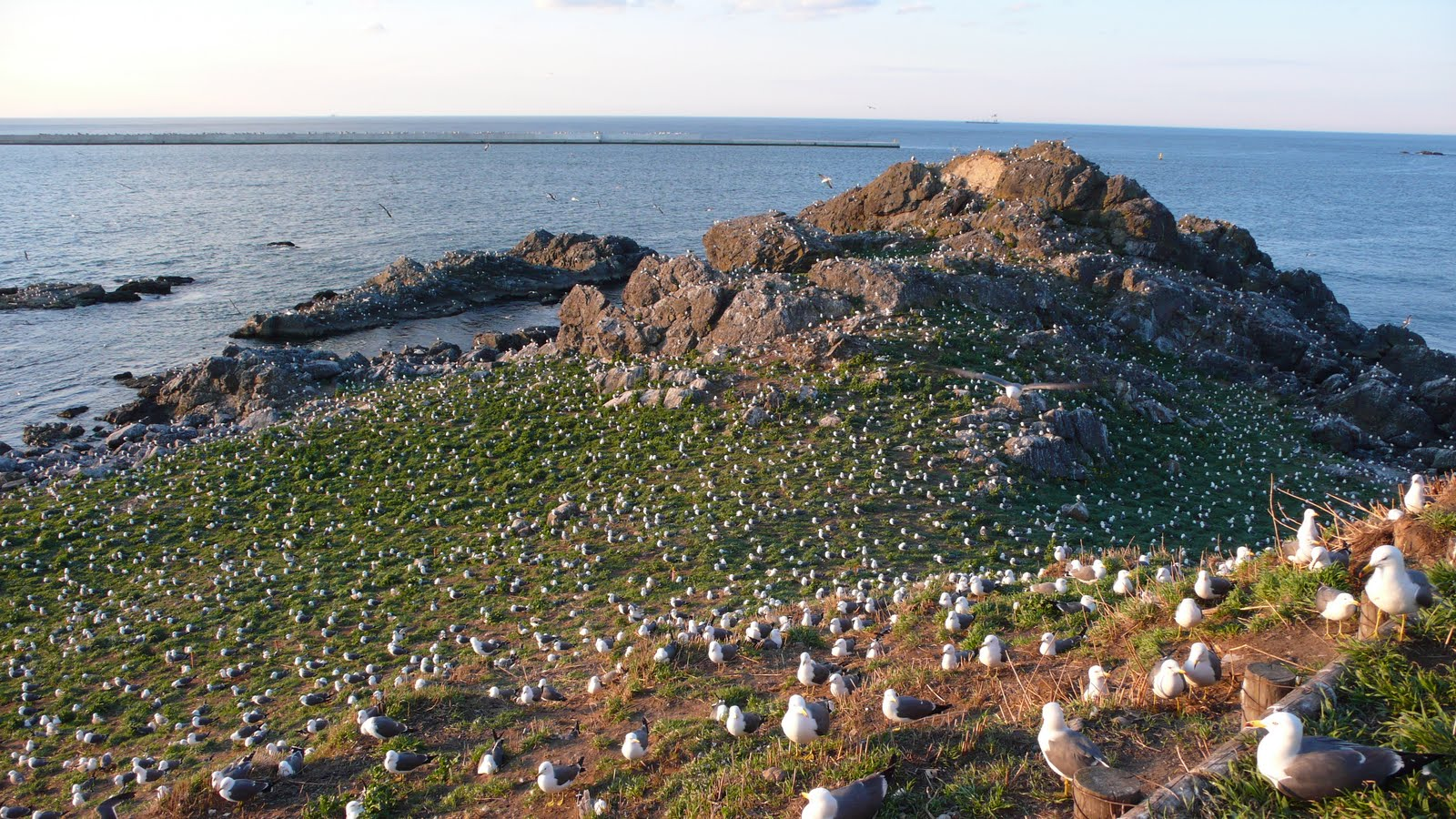
蕪島 ウミネコ大繁殖地
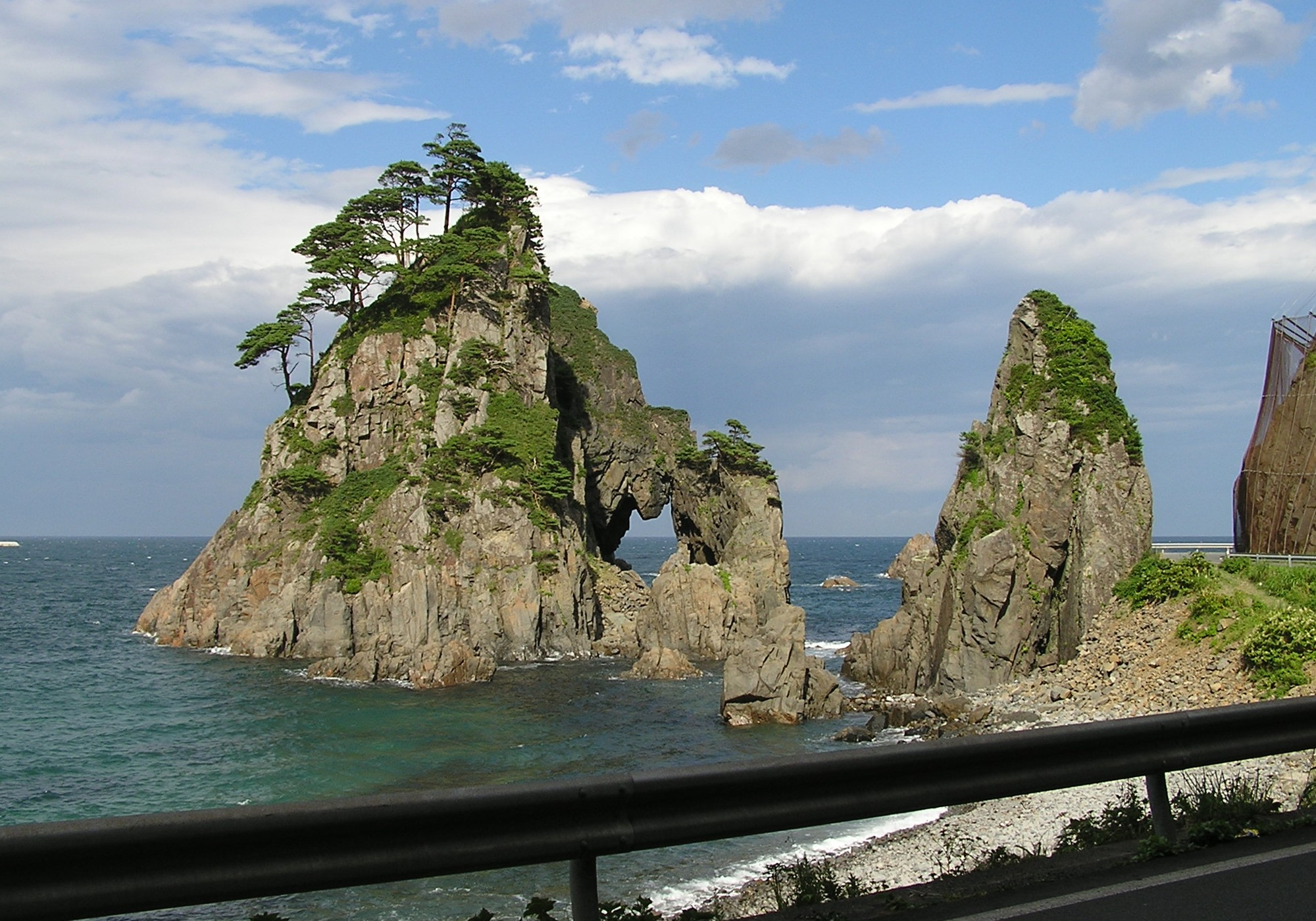
小袖海岸 つりがね洞
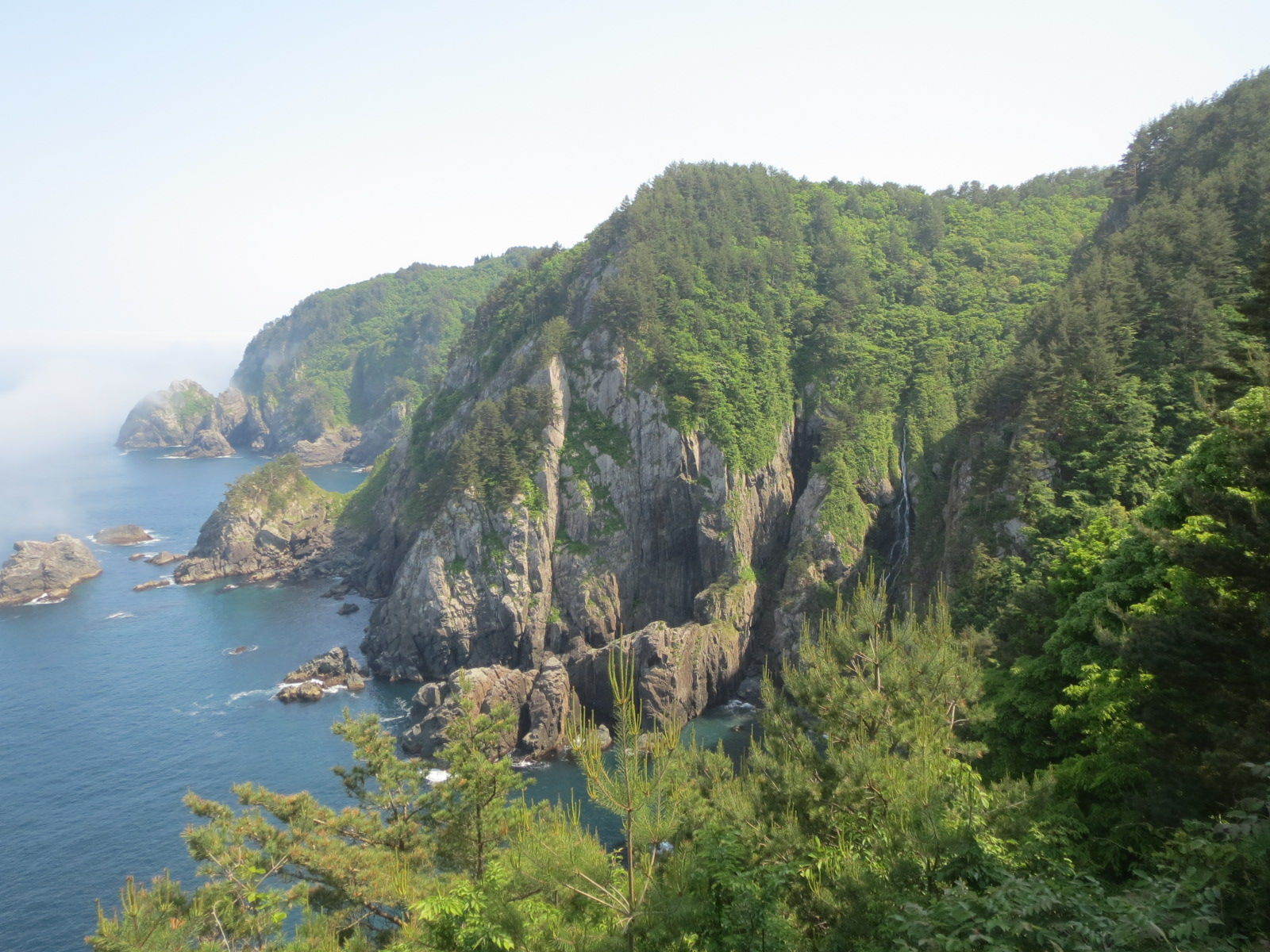
黒崎・アンモ浦展望台
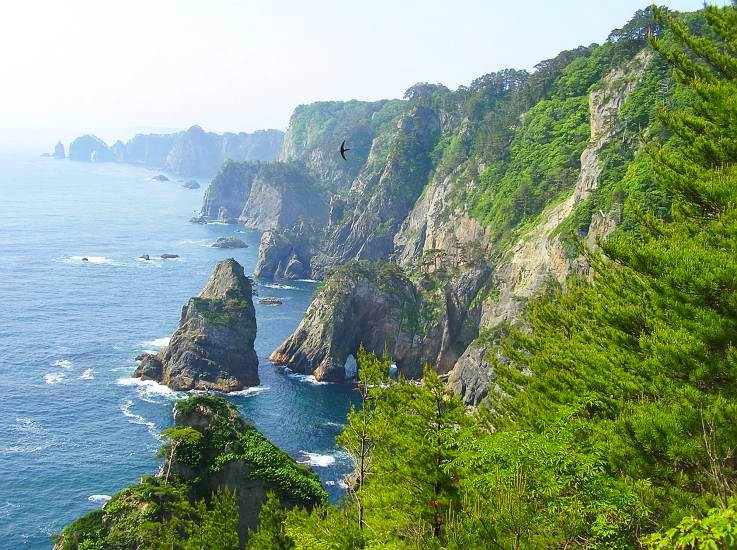
北山崎
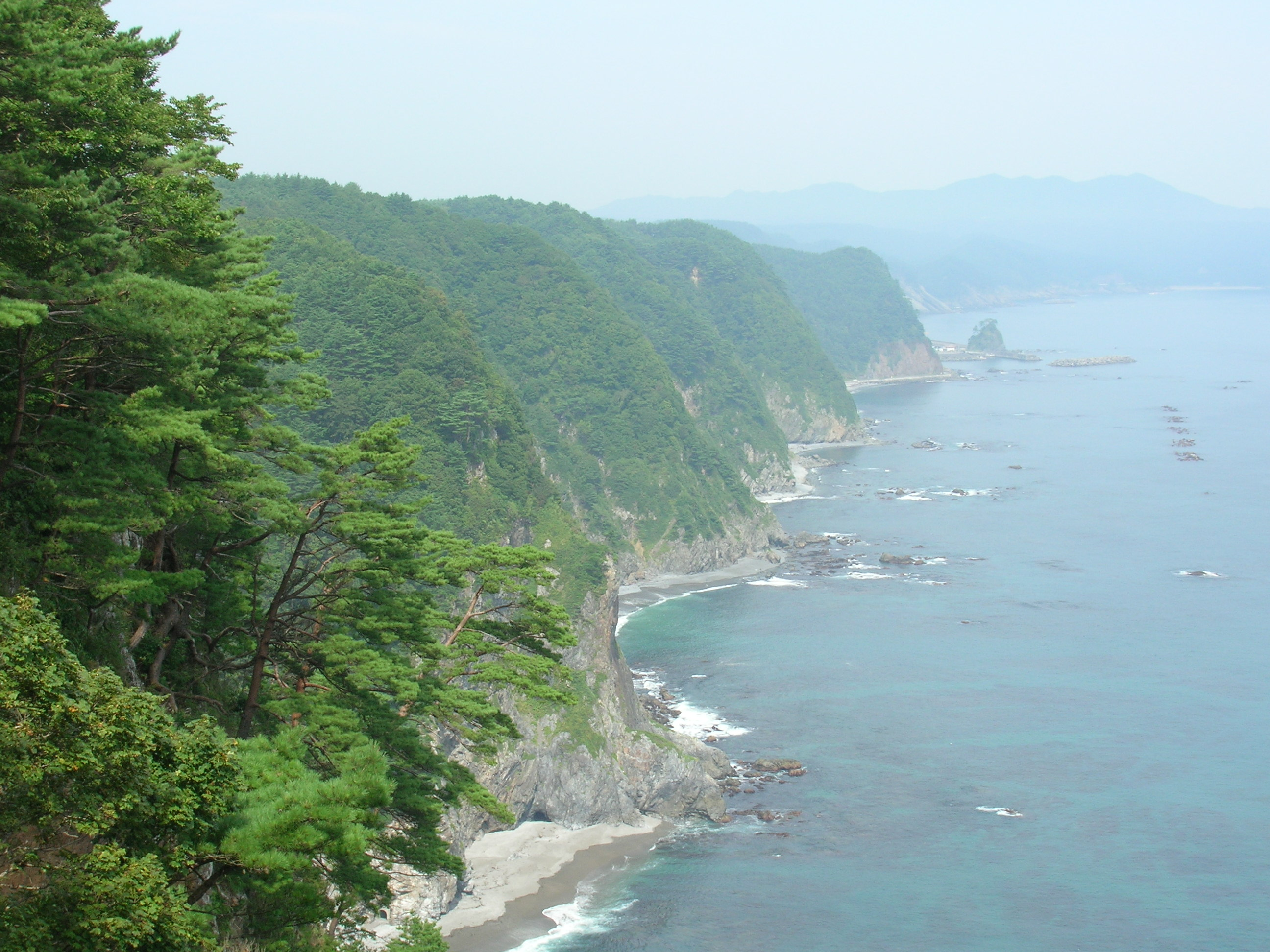
鵜ノ巣断崖
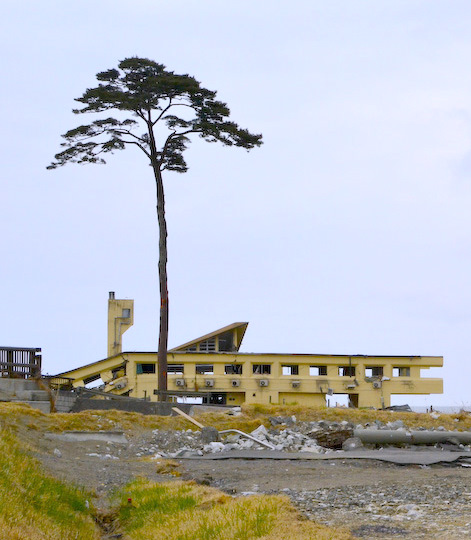
陸前高田奇跡の一本松
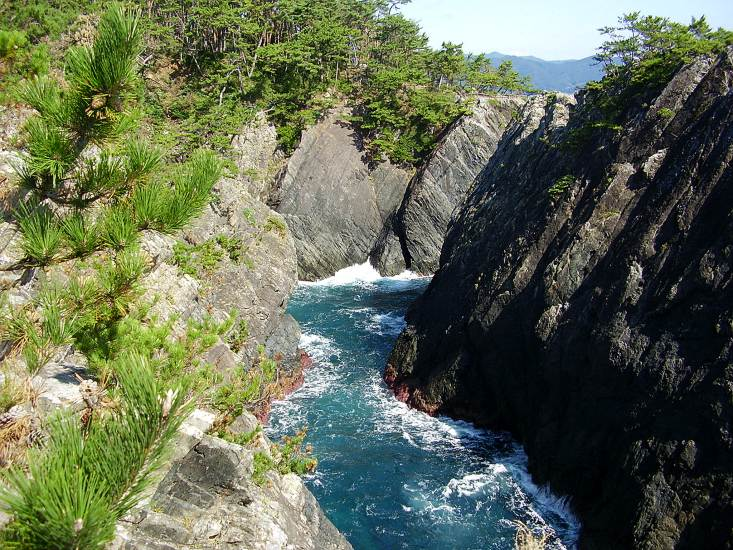
碁石海岸 雷岩と乱暴谷
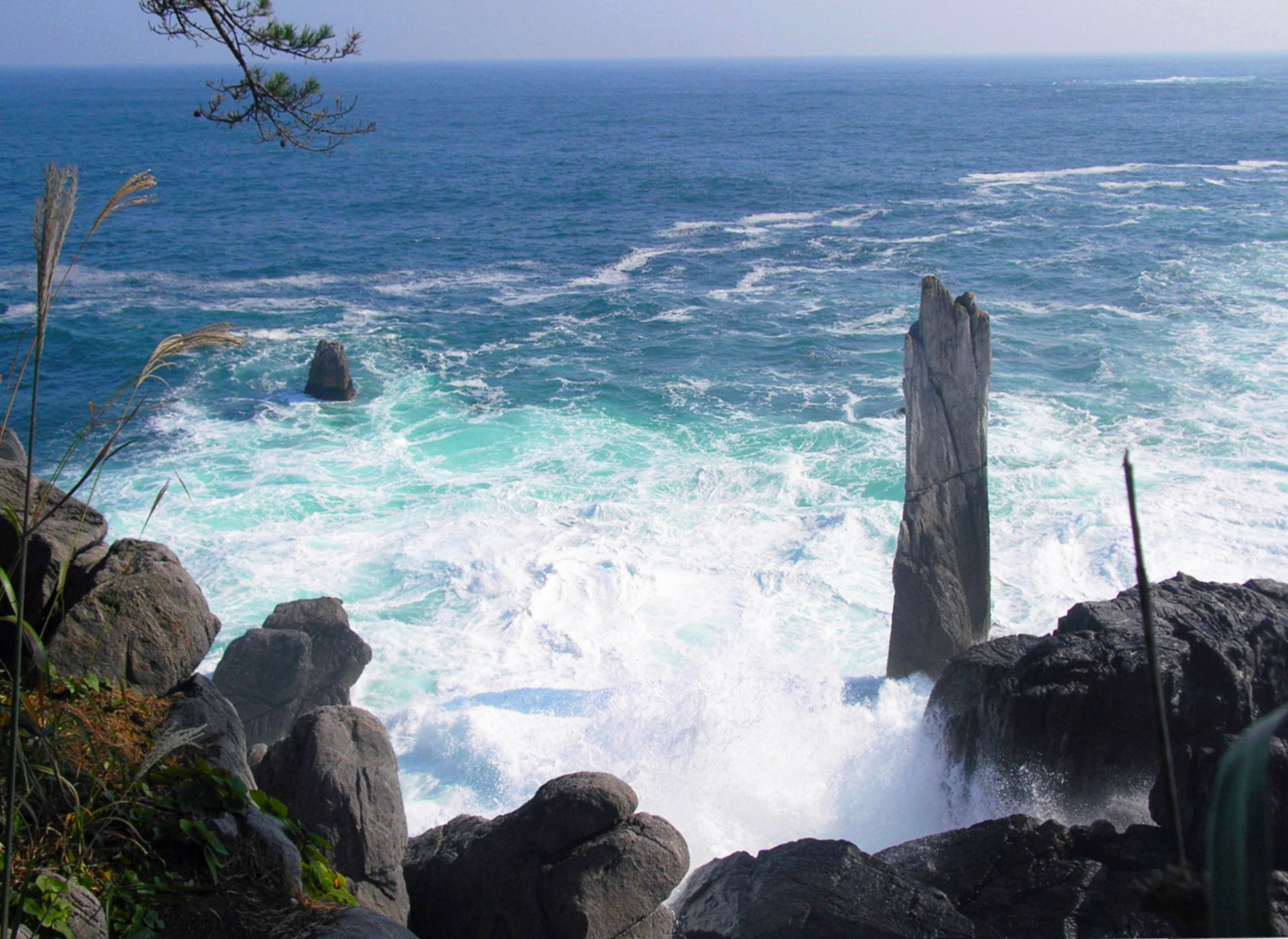
巨釜半造 巨釜
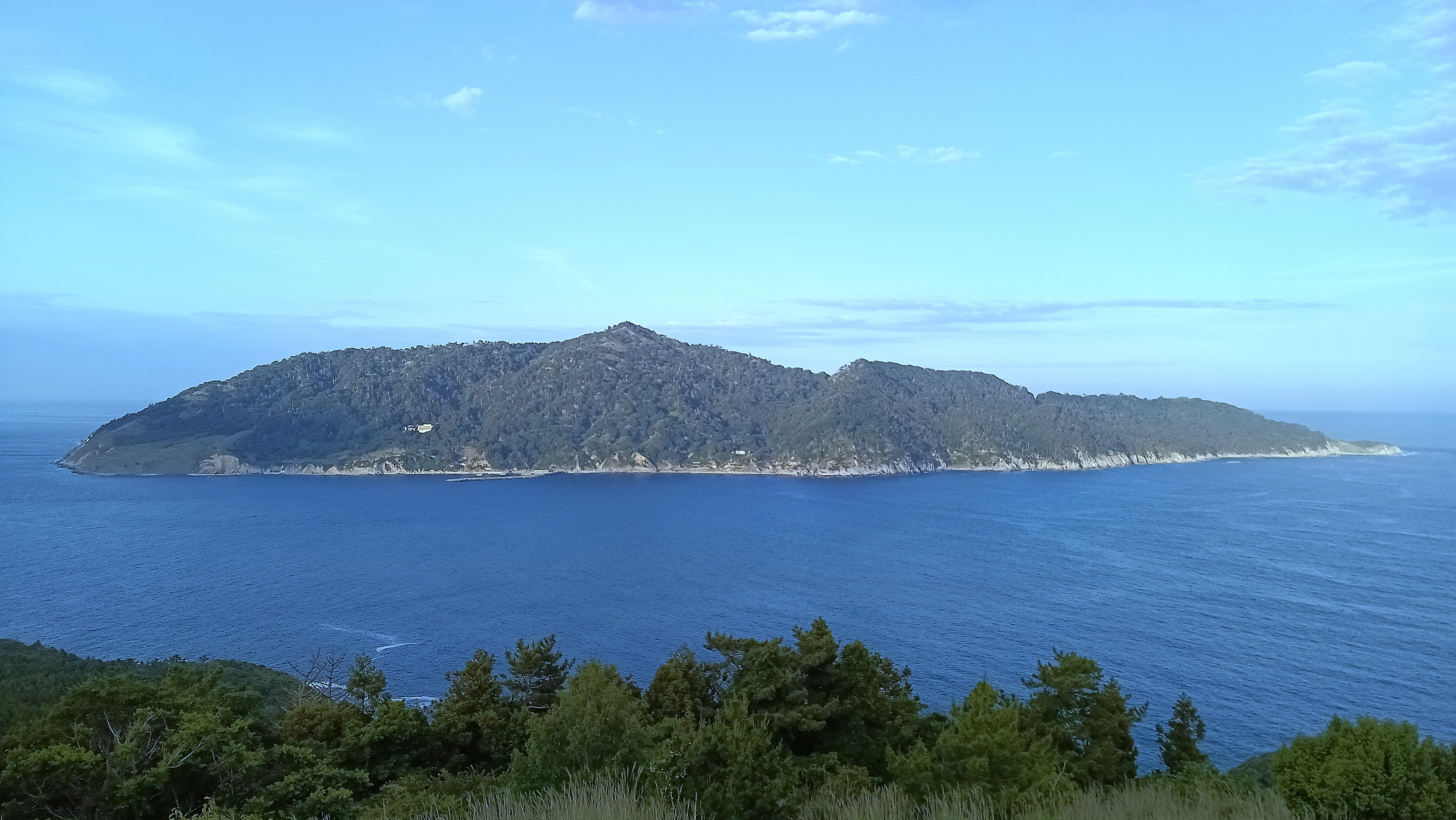
金華山

### 切手（旧・陸中海岸国立公園のもの）

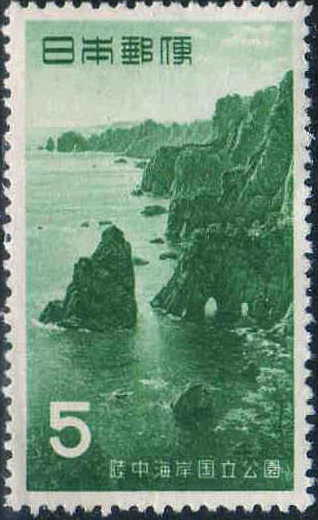
5円切手
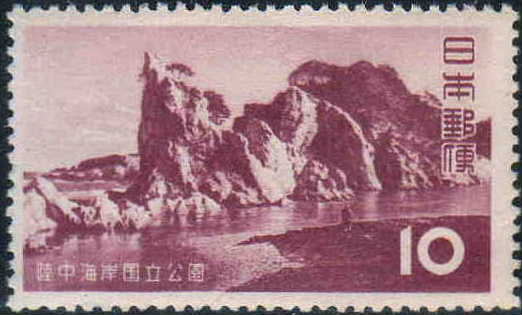
10円切手